# Fahmie Abdullah
Fahmie Abdullah (* 23. Februar 1974 in Singapur) ist ein ehemaliger singapurischer Fußballspieler. 

## Karriere

### Verein
Der 1,77 m große  Abdullah spielte im linken Mittelfeld. Er begann seine Karriere 2001 beim Verein Clementi Khalsa, wo er für zwei Spielzeiten unter Vertrag stand. In seinem ersten Jahr absolvierte der damals 27-jährige Mittelfeldspieler 28 Ligaspiele und konnte zweimal ins Tor schießen. 2002 bestritt er 28 Ligaspiele und erzielte sechs Tore. Letztendlich kam Abdullah in 56 Spielen zum Einsatz und schoss dabei acht Tore.
Zur Saison 2003 wechselte er zum zweimaligen Meister Home United, wo er seine letzten drei Spielzeiten verbrachte. In seinem ersten Jahr bestritt er 30 Ligaspiele und konnte drei Bälle ins Tor befördern. 2004 absolvierte er 20 Ligaspiele und konnte einmal ins Tor treffen. Obwohl er 2005 nur noch in 18 Ligaspielen zum Einsatz kam, konnte er dennoch beachtliche elf Tore erzielen. Von der Torausbeute war die Saison 2005 für Abdullah mit Abstand die Beste. Während der drei Jahre bei Home United absolvierte er 68 Ligaspiele und konnte am Ende 15 Tore vorweisen.
Nach fünf Jahren beendete er seine Karriere, in der er 124 Ligaspiele bestritt und auf insgesamt 23 Treffer kam.

### Nationalmannschaft
Fahmie Abdullah spielte 2002 zweimal in der Nationalmannschaft von Singapur.

## Erfolge
Home United
- Singapore Cup: 2003